# Glentoran F.C.
Glentoran Football Club – północnoirlandzki klub piłkarski z siedzibą w Belfaście.
Założony w 1882 roku klub gra obecnie w pierwszej lidze (NIFL Premiership), a domowe mecze rozgrywa na stadionie The Oval. Barwy klubu są zielono-czerwono-czarne.
Największym derbowym rywalem klubu jest Linfield i z tego powodu oba te kluby zwane są Wielką Dwójką Belfastu (ang. Belfast's Big Two). Oba te kluby od czasu rozwiązania klubu Belfast Celtic (w 1949 roku) zajmują dominującą pozycję w futbolu północnoirlandzkim. Glentoran i Linfield co roku rozgrywają ze sobą mecz z okazji święta Boxing Day (26 grudnia), który regularnie przyciąga największą uwagę kibiców piłkarskich w Irlandii Północnej i cieszy się największą liczbą widzów na stadionie.
Wielu piłkarzy Glentoranu kontynuowało później karierę w klubach angielskich i szkockich. Należeli do nich Danny Blanchflower, Peter Doherty, Bertie Peacock, Billy Bingham, Jimmy McIlroy, Terry Conroy, Tommy Jackson oraz Tommy Cassidy. Do najświeższych przykładów należą Glen Little, Stuart Elliott, Andy Kirk oraz Andy Smith (wraz z Elliotem reprezentant Irlandii Północnej).

## Osiągnięcia
Od 1921 roku sukcesy krajowe dotyczą tylko Irlandii Północnej (wcześniej całej Irlandii)
- Mistrz Irlandii (23): 1893/94, 1896/97, 1904/05, 1911/12, 1912/13, 1920/21, 1924/25, 1930/31, 1950/51, 1952/53, 1963/64, 1966/67, 1967/68, 1969/70, 1971/72, 1976/77, 1980/81, 1987/88, 1991/92, 1998/99, 2002/03, 2004/05, 2008/09
- Puchar Irlandii (Irish Cup) (23): 1913/14, 1916/17, 1920/21, 1931/32, 1932/33, 1934/35, 1950/51, 1965/66, 1972/73, 1982/83, 1984/85, 1985/86, 1986/87, 1987/88, 1989/90, 1995/96, 1997/98, 1999/00, 2000/01, 2003/04, 2012/13, 2014/15, 2019/20
- Puchar Ligi (Irish Football League Cup) (7): 1988/89, 1990/91, 2000/01, 2002/03, 2004/05, 2006/07, 2009/10

Sukcesy międzynarodowe
- Ćwierćfinał Pucharu Zdobywców Pucharów: 1973/74

## Historia
W 1914 roku Glentoran wygrał Puchar Wiednia, stając się pierwszym irlandzkim klubem, który wygrał europejski turniej. Klubowi w czasach młodości kibicował George Best, który przychodził na mecze ze swoim dziadkiem. Gdy chciał zapisać się do klubu, nie został przyjęty, gdyż uznano, że jest „zbyt mały i lekki” („too small and light”). Jednak George Best pojawił się na stadionie Glentoranu - odbyło się to w dniu, gdy klub obchodził swoje stulecie i rozegrał z tej okazji mecz z Manchester United.
Występy w europejskich pucharach dostarczyły kibicom klubu licznych emocji. W Pucharze Mistrzów 1964/65 Glentoran trafił na Panathinaikos Ateny, z którym zremisował u siebie 2:2 i przegrał 2:3 na wyjeździe. W Pucharze Miast Targowych 1965/66 Glentoran trafił na belgijski Antwerp i po przegraniu meczu wyjazdowego 0:1 zremisował u siebie 3:3. W Pucharze Zdobywców Pucharów 1966/67 Glentoran zremisował 1:1 z Rangers na zapełnionym po brzegi stadionie Oval, jednak w Glasgow przegrał 0:4.
Swoje wielkie chwile Glentoran przeżywał podczas Pucharu Mistrzów w sezonie 1967/68, kiedy to rafił na lizbońską Benfikę. W pierwszym meczu w Belfaście na stadionie Oval Glentoran prowadził po rzucie karnym przez blisko 60 minut, czyli do momentu, gdy bramkę wyrównującą zdobył dla Benfiki słynny Eusebio. W Lizbonie na Estádio da Luz piłkarze z Irlandii Północnej nie stracili żadnej bramki. Choć Glentoran nie przegrał żadnego meczu, jako pierwszy klub w historii został wyeliminowany z powodu wprowadzonej reguły premiującej zespoły, które strzeliły więcej bramek na wyjeździe.
W końcu lat 60. piłkarze klubu Glentoran zasilili północnoamerykański klub Detroit Cougars, biorący udział w rozgrywkach ligi północnoamerykańskiej (North American Soccer League).
W Pucharze Zdobywców Pucharów 1973/74 Glentoran dotarł do ćwierćfinału, gdzie trafił na Borussię Mönchengladbach, przegrywając 0:2 i 0:5. Cztery sezony później w Pucharze Mistrzów Glentoran w 1/8 finału zmierzył się z Juventusem. W Belfaście porażka 0:1 (Warren Feeney nie wykorzystał rzutu karnego), a w Turynie 0:5.
W sezonie 1981/82 Glentoran w drugiej rundzie Pucharu Mistrzów zmierzył się z przyszłym półfinalistą - klubem CSKA Sofia. Po wyjazdowej porażce 0:2 na własnym boisku Glentoran niespodziewanie wygrał w regulaminowym czasie 2:0, doprowadzając do dogrywki, w której bramkę zdobyli goście, eliminując piłkarzy z Irlandii Północnej.